# Heinrich Holkenbrink

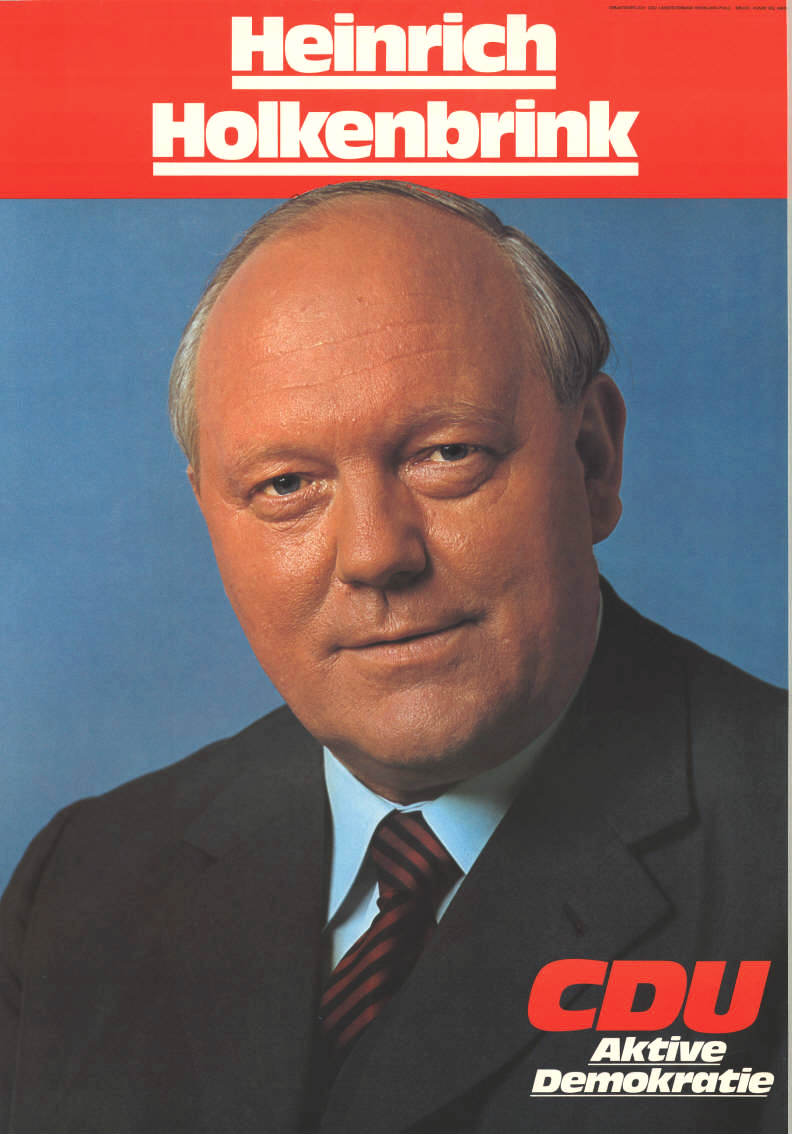
Kandidatenplakat Heinrich Holkenbrinks zur Landtagswahl in Rheinland-Pfalz 1975

Heinrich Holkenbrink (* 23. Januar 1920 in Handorf; † 29. November 1998 in Trier) war ein deutscher Politiker (CDU).

## Leben und Beruf
Nach dem Abitur am Gymnasium Paulinum in Münster begann Holkenbrink an der Westfälischen Wilhelms-Universität Münster ein Studium der Philologie und Philosophie für das Lehramt. Er musste 1940 bis 1945 Kriegsdienst im Zweiten Weltkrieg leisten.  
Nach dem Kriegsende setzte er das Studium an der Pädagogischen Akademie Bad Neuenahr und in Mainz fort; er absolvierte 1950 das erste und 1954 das zweite Staatsexamen für das Lehramt. Anschließend trat er als Studienrat in den Schuldienst ein und unterrichtete in Wittlich (Staatliches Pädagogium für Mädchen, 1953 umbenannt in Staatliche Aufbauschule für Mädchen, heutiges Peter-Wust-Gymnasium) und in Trier (Hindenburg-Gymnasium, 2009 umbenannt in Humboldt-Gymnasium).

## Partei
Holkenbrink trat 1945 der CDU bei und war von 1958 bis 1961 Landesvorsitzender der Jungen Union in Rheinland-Pfalz. Außerdem war er Vorsitzender der CDU im Landkreis Wittlich, war 1966 bis 1984 Vorsitzender des CDU-Bezirks Trier und gehörte dem Landesvorstand der CDU Rheinland-Pfalz an.

## Abgeordneter
Holkenbrink wurde bei der Landtagswahl am 19. April 1959 in den rheinland-pfälzischen Landtag gewählt. 1961 wurde er in den Deutschen Bundestag gewählt und legte sein Landtagsmandat nieder. Im Bundestag vertrat er den Wahlkreis Trier. Am 17. Juli 1967 legte er sein Bundestagsmandat nieder, da er zuvor als Staatssekretär in die Landesregierung von Rheinland-Pfalz eingetreten war. 
Nach den Wahlen 1971, 1975, 1979 und 1983 zog er in den rheinland-pfälzischen Landtag ein. Zur Landtagswahl 1987 kandidierte er nicht mehr. 

## Öffentliche Ämter
Holkenbrink war von 1967 bis 1971 Staatssekretär für Wirtschaft und Verkehr des Landes Rheinland-Pfalz. Nach der Landtagswahl im März 1971 bildete Ministerpräsident Helmut Kohl sein zweites Kabinett; er berief Holkenbrink als Nachfolger von Hanns Neubauer zum Minister für Wirtschaft und Verkehr. Das Kabinett II amtierte vom 18. Mai 1971 bis zum 20. Mai 1975 und das Kabinett III bis zum 2. Dezember 1976. 
Ministerpräsident Bernhard Vogel berief Holkenbrink auch in seine Kabinette I, II und III. Als Wirtschaftsminister erteilte Holkenbrink eine atomrechtliche Baufreigabe für das Kernkraftwerk Mülheim-Kärlich. Auf Betreiben von Helga Vowinckel stellte das Verwaltungsgericht Koblenz 1977 die Rechtswidrigkeit dieser Baufreigabe fest und stoppte den Weiterbau.
Er schied aus Altersgründen am 23. Mai 1985 aus der Regierung aus; Vogel berief Rudi Geil zu Holkenbrinks Nachfolger.

## Ehrungen
- 1975: Großes Verdienstkreuz der Bundesrepublik Deutschland
- 1980: Großes Verdienstkreuz mit Stern der Bundesrepublik Deutschland
- 1985: Großes Verdienstkreuz mit Stern und Schulterband der Bundesrepublik Deutschland